# Österrikisk-ungerska marinen
Österrikisk-ungerska marinen var Österrike-Ungerns örlogsflotta. Dess officiella namn på tyska var kaiserliche und königliche Kriegsmarine (K.u.k Kriegsmarine) och på ungerska Császári és Királyi Haditengerészet Cs. és Kir. Haditengerészet).

## Historia
Den österrikisk-ungerska flottan uppstod med dubbelmonarkin 1867, men dess anor som den österrikiska flottan går tillbaka till den sedan 1500-talet bestående Donauflottiljen och den sedan 1700-talet bestående Medelhavsflottan. Efter slaget vid Lissa 1866 och den österrikisk-ungerska förlikningen följande år, hamnade flottan i förfall och sågs snart som omodern i jämförelse med de övriga stormakterna. Detta skulle dock förändras i slutet av seklet då åtgärder vidtogs för dess modernisering. Resultatet av detta blev bland annat tillförandet av 13 pansar- och slagskepp under åren 1893–1915. Efter krigsslutet 1918 upplöstes flottan och flera av fartygen gavs som krigsskadestånd till Slovenernas, kroaternas och serbernas stat och Italien. 

## Storlek och etnicitet
Vid första världskrigets utbrott var den österrikisk-ungerska flottan världens sjätte största flotta. De viktigaste örlogshamnarna var Trieste i nuvarande Italien och Pula i nuvarande Kroatien. Viktiga Donauhamnar var Linz och Klosterneuburg. 1915 tjänstgjorde totalt 33 735 sjömän i flottan. År 1902 talade 46 % av manskapet kroatiska, 27 % italienska, 10 % tyska, 7 % ungerska, 5 % tjeckiska, 4 % slovenska och 1 % polska. Kommando- och tjänstespråk var tyska.

## Fartygsbestånd

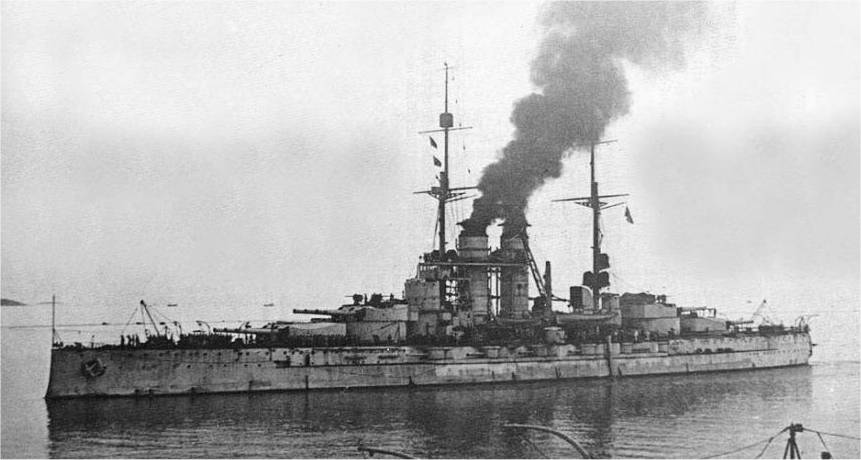
Det österrikisk-ungerska slagskeppet SMS Szent István under första världskriget.

Beteckningen av fartyg från K.u.K Kriegsmarine var SMS, för "Seiner Majestät Schiff" (svenska: Hans Majestäts skepp).
Flottan hade 1893 två pansrade tornfartyg (med 43 kanoner), åtta pansrade kasemattskepp (212 kanoner), en pansarfregatt (29 kanoner), två fregatter (48 kanoner), sju korvetter (73 kanoner), sex kanonbåtar (29 kanoner), sjutton kryssare (200 kanoner), 65 torpedbåtar (96 kanoner), fem trängfartyg (4 kanoner), fyra Donaumonitorer (4 kanoner), fem ångfartyg för kustbevakningen (15 kanoner), sex fartyg för hamn- och kusttjänst (13 kanoner); sammanlagt 128 fartyg, om 126 123 ton, samt 12 080 mans besättning. Dessutom fanns nio skolfartyg (37 kanoner, 637 man), fem hulkar (335 man) och två kuttrar.
| Typ                                       | Antal |
| ----------------------------------------- | ----- |
| Slagskepp av dreadnoughttyp               | 3     |
| Slagskepp av pre- och halv-dreadnoughttyp | 9     |
| Pansarskepp                               | 3     |
| Pansarkryssare                            | 3     |
| Torpedkryssare och andra lätta kryssare   | 9     |
| Jagare                                    | 18    |
| Torpedbåtar                               | 54    |
| Ubåtar                                    | 6     |

## Militära grader

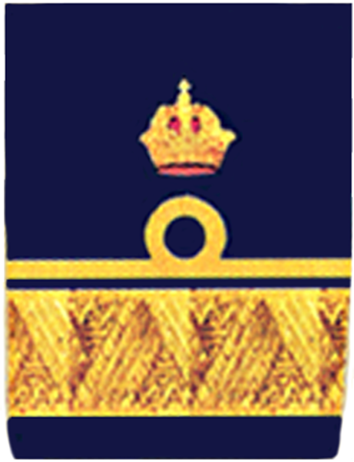
Konteradmiral
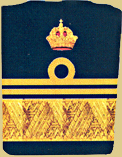
Vizeadmiral
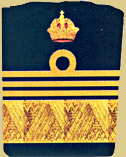
Admiral
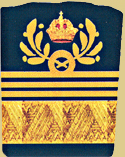
Großadmiral

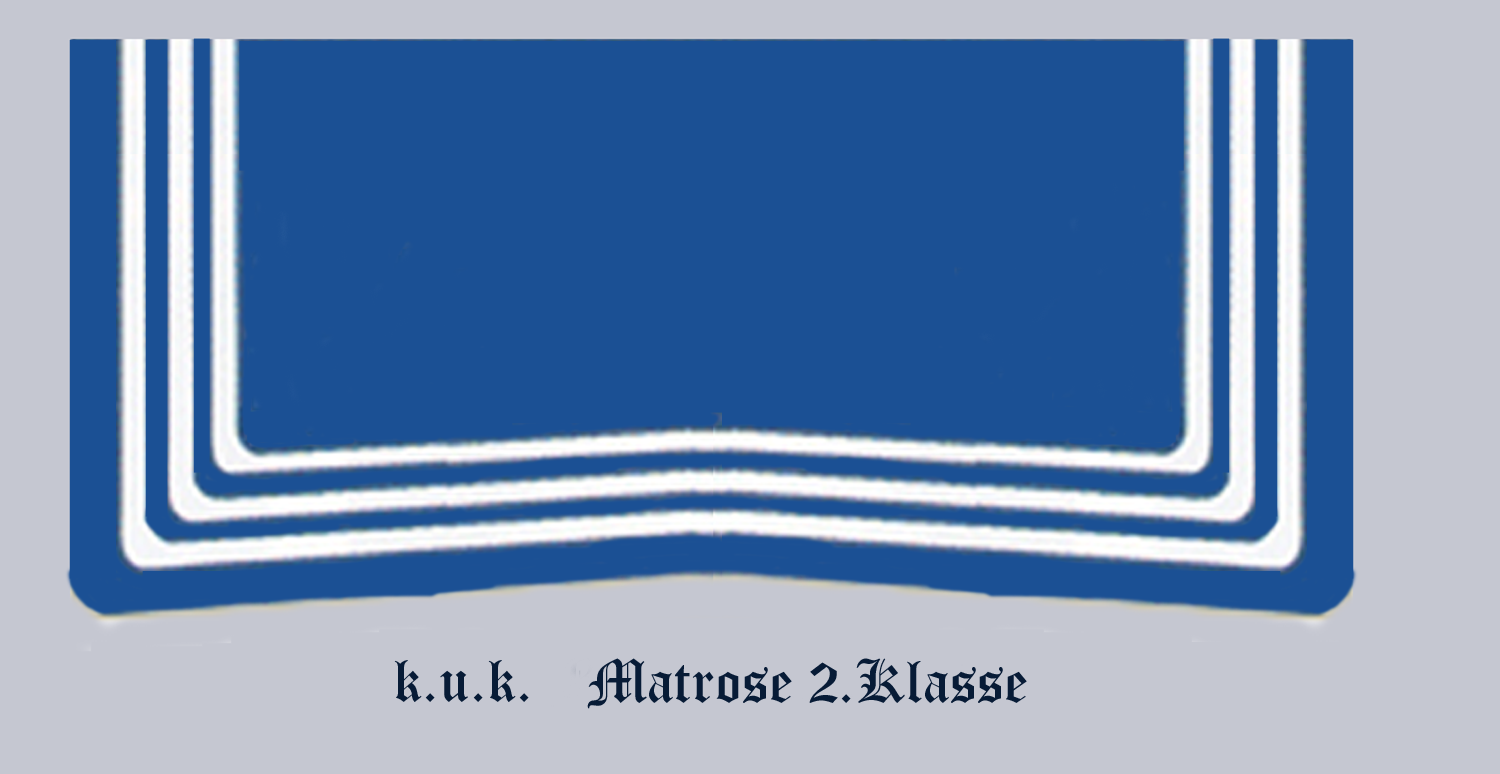
Matrose 2.Klasse
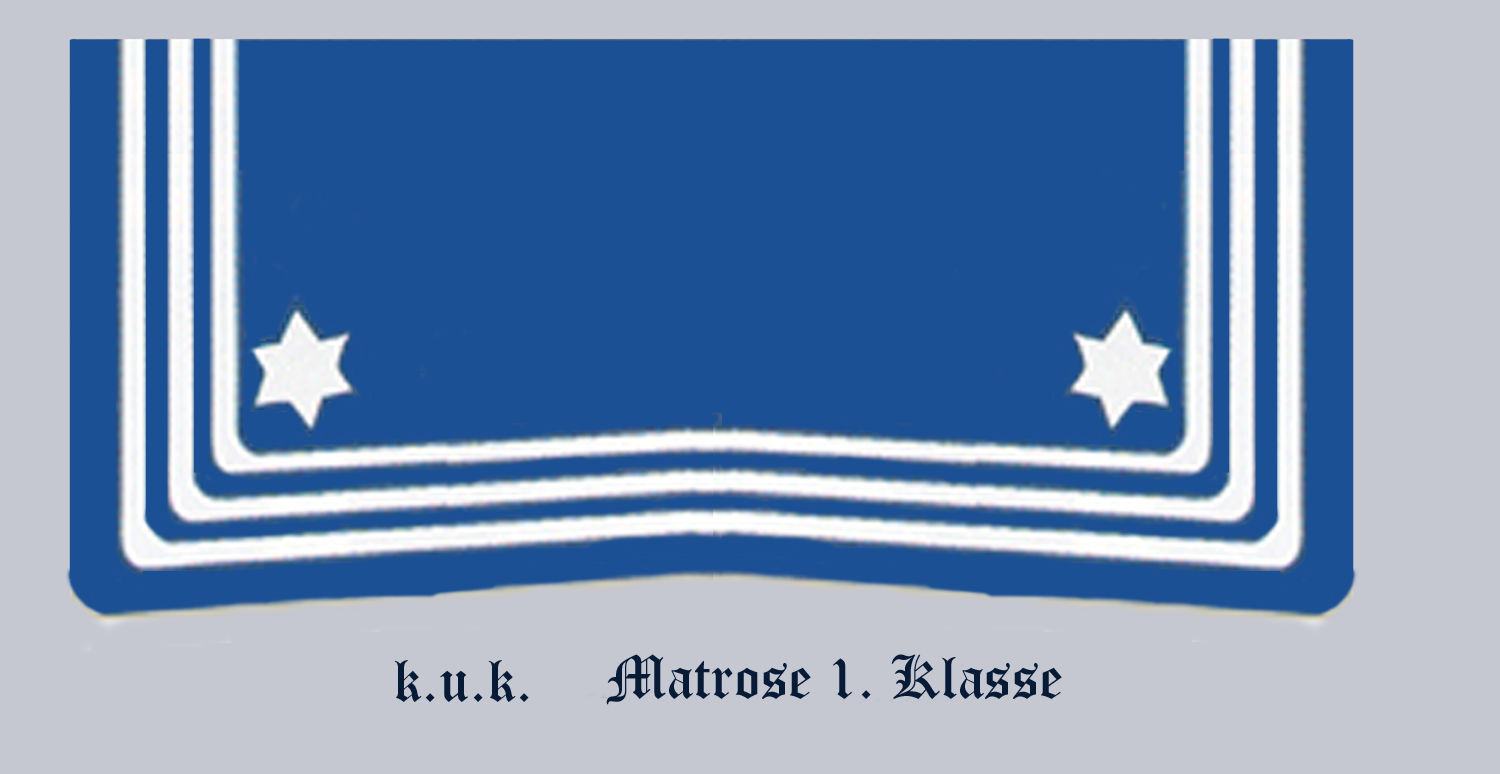
Matrose 1.Klasse
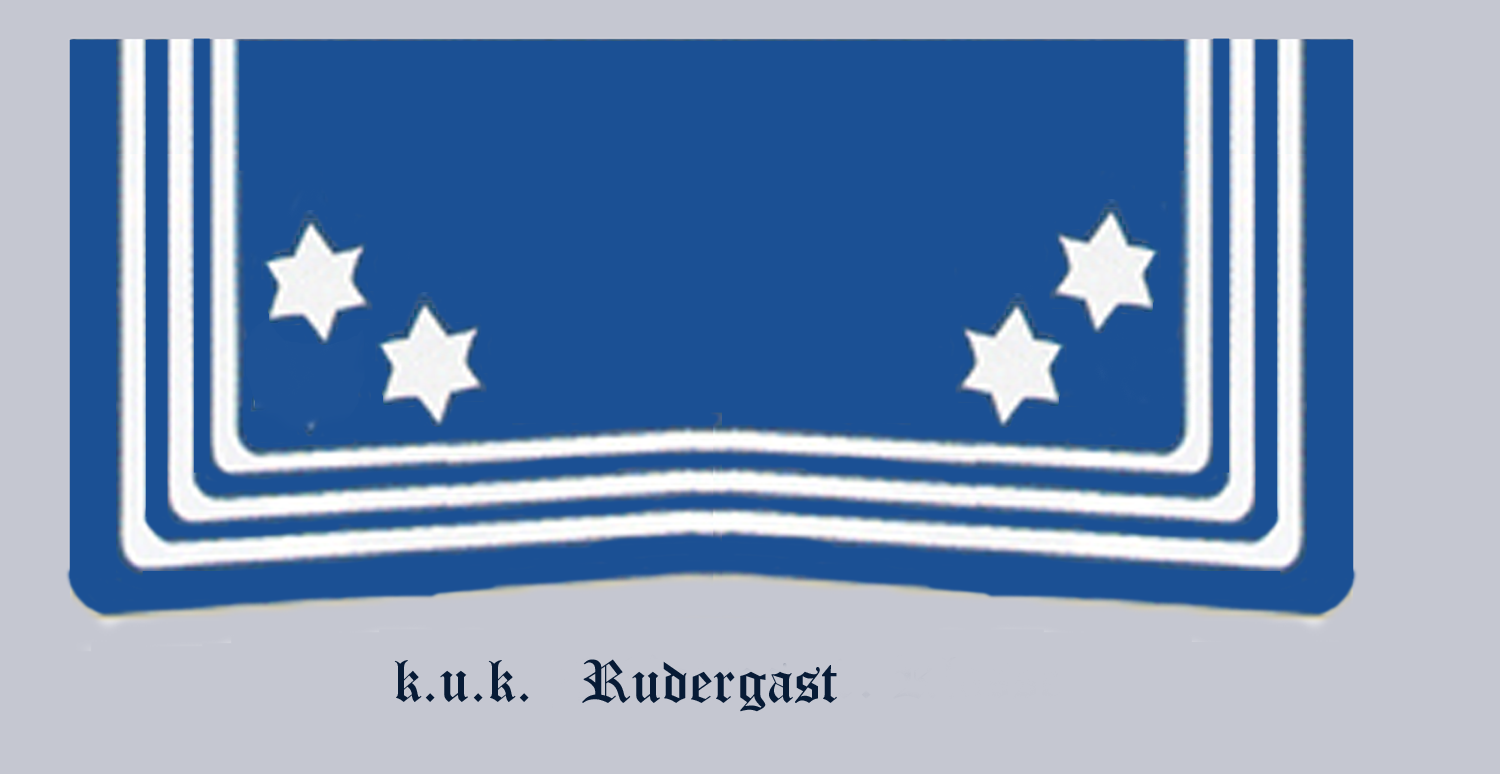
Quartiermeister Marsgast
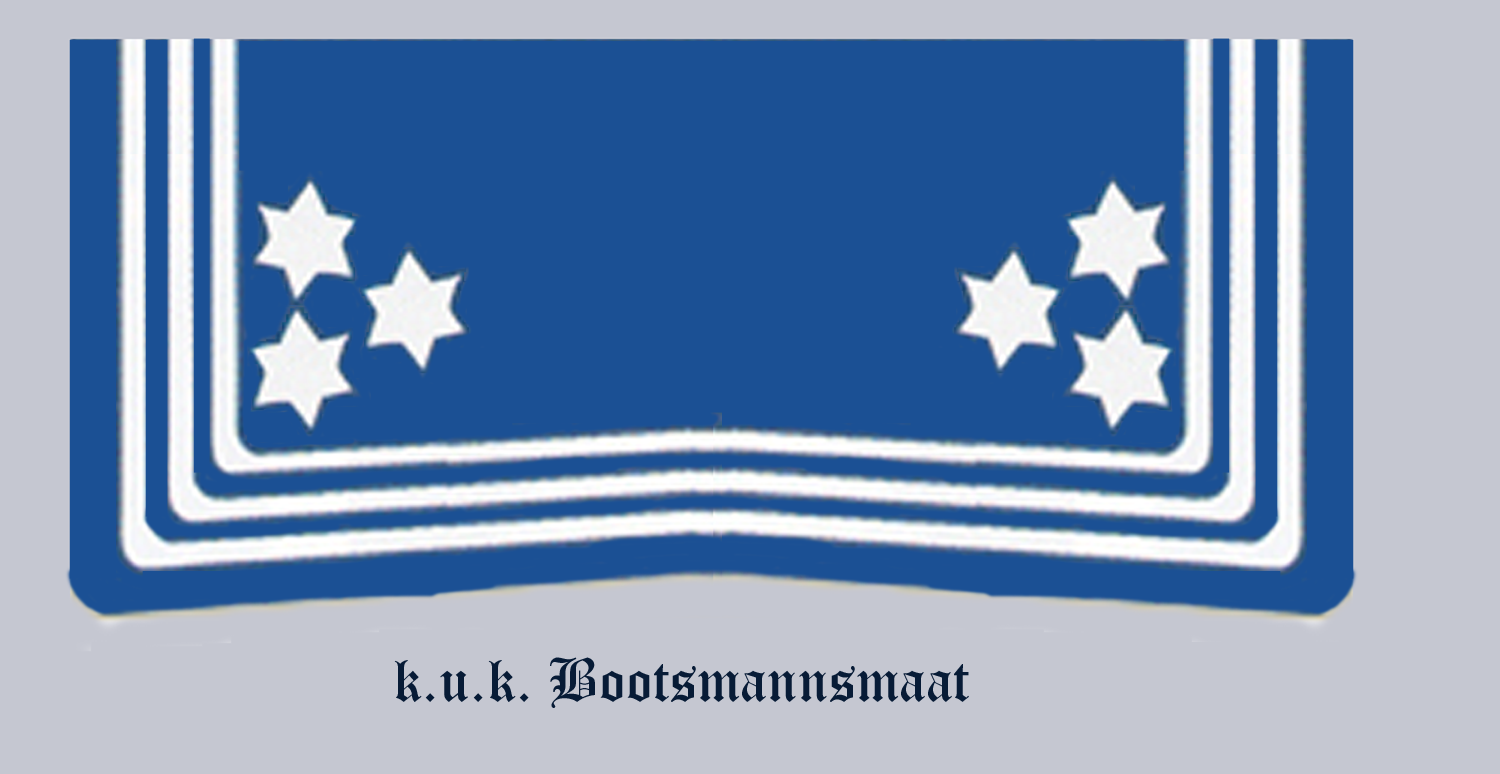
Bootsmannsmaat

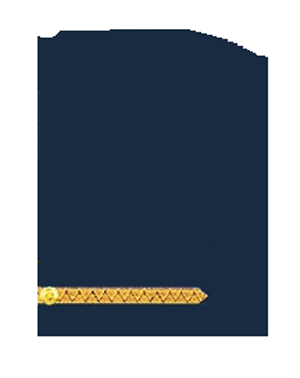
Unterbootsmann
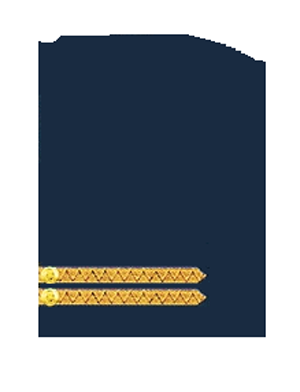
Stabsbootsmann
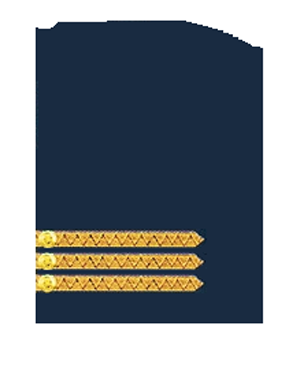
Oberstabsbootsmann

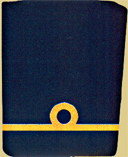
Korvettenleutnant
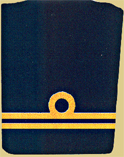
Fregattenleutnant
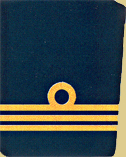
Linienschiffsleutnant

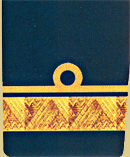
Korvettenkapitän
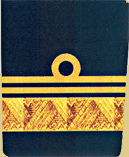
Fregattenkapitän
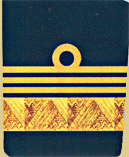
Linienschiffskapitän

- Konteradmiral
- Vizeadmiral
- Admiral
- Großadmiral